# Sven Nordström
Sven Nordström, född 4 februari 1801 i Bälaryds församling, Jönköpings län, död 16 februari 1887 i Eksjö stadsförsamling, Jönköpings län, var en svensk orgelbyggare. 

## Biografi
Sedermera flyttade familjen till Nordsjö 16 km väster om Aneby. Redan som 15-åring tog han värvning vid Jönköpings regemente, där han i rullorna står upptagen som fältmusikant. Han avancerade snabbt till sergeant och blev så småningom rustmästare. År 1831 gifte han sig med Helena Lidén, född den 19 augusti 1810 i Flisby socken. Paret bosatte sig på Elmeshult i Norra Solberga. De hade två fosterdöttrar, Anna Lotta Isaksdotter, född 1828 i Flisby och Katarina Sofia Löwstrand, född 1844 i Hult.  
I början av 1830-talet drabbades Sven av en ”svår bröstsjukdom” och måste därför lämna sin tjänst vid regementet. Hans stora orgelintresse drev honom - trots sjukdomen - ut på lärovandring. Väl återkommen till Elmeshult byggde han ett mindre orgelverk, vilket 1834 såldes till Frimurarlogen i Jönköping, sedan det av sakkunskapen befunnits vara av ganska god beskaffenhet. Dock vet man inte så mycket om hur Sven Nordström förvärvade sin yrkesskicklighet. Bland annat har han efterlämnat en stor ”arbetsbok” innehållande konstruktioner av mensurer, m.m., vilket visar att han tillämpade fackmässiga metoder i orgelbyggeriet. Hans instrument utmärker sig för ett utomordentligt högklassigt hantverk och stor klangskönhet. Han byggde sina orglar efter klassiska förebilder, både när det gäller mensurer och dispositioner.
Den 14 mars 1854 flyttade familjen till Åkersberg i Flisby. Nordström hade fått i uppdrag att bygga såväl orgel som andra viktiga delar av inredningen i Flisby kyrka. Orgeln fick 19 stämmor fördelade på två manualer och bihangspedal.

### Familj
Nordström gifte sig 1831 med Helena Lidén. Hon var syster till kyrkoherden Anders Magnus Lidén i Kimstads församling.

## Orgelbyggarkonst
Nordströms orglar har inflytande från 1700-talets och början av 1800-talets orglar. Dispositionen på hans orgelverk innehåller klassiska stämmor, förutom två stämmor av ny karaktär.